# 板倉勝弼
板倉 勝弼（いたくら かつすけ）は、備中松山藩（高梁藩）第8代（最後）の藩主。子爵。板倉家宗家14代。

## 経歴
板倉勝喬（4代藩主板倉勝政の十一男）の四男として誕生した。
初め、江戸で僧侶になる予定であったが、先代藩主の勝静が明治元年（1868年）の戊辰戦争で、旧幕府軍に最後まで忠義により与して箱館まで転戦したため、松山藩は新政府の追討を受けることとなった。そこで、藩の執政山田方谷は、勝静とともに箱館転戦した嫡男の勝全ではなく、勝弼を連れ出して新藩主に迎えることとし、川田剛を使者として迎えに行かせた。
当時の松山藩は朝敵の立場であり、藩関係者への新政府の監視の目は厳しかった。川田は勝弼に丁稚の格好をさせて備中玉島行きの船が出る横浜へと向かったが、途中で新政府軍の兵士に発見された。その時、川田は『勧進帳』の話を思い出してとっさに勝弼を殴り飛ばしたところ、兵士たちも驚いて通行を許可したため、備中松山に無事到着したと言われている。
明治2年（1869年）2月、新政府から処罰として所領を5万石から2万石に減らされた上で、勝弼の家督相続が認められた。同年10月に松山を高梁と改名し、11月に知藩事となる。明治4年（1871年）2月、新政府の命令で東京へ赴き、そのまま同年7月の廃藩置県で免官となった。
勝弼の板倉家相続の際、後日のお家騒動を防ぐため、重臣たちが勝弼に対して「板倉勝全（勝静の嫡男で父に同行していた）が松山に戻った時には必ず家督を勝全に譲る」という起請文を書かせていた。後日、新政府から赦免された勝静がこれを聞くと、「勝全は朝廷から咎めを受けた身であり、板倉家を継がせることはできない」と言って、勝弼から起請文を取り上げると、居並ぶ重臣たちの前でこれを破り捨て、改めて勝弼への忠誠を誓わせたと言われている。
1884年（明治17年）7月8日、子爵を叙爵した。明治29年（1896年）9月、上野東照宮の社司となったが、同年10月21日に51歳で死去した。法号は中興院漆山源昌大居士。墓所は東京都文京区本駒込の吉祥寺。

## 栄典
- 1896年（明治29年）10月21日 - 正四位[2]

## 系譜
- 父：板倉勝喬
- 母：石田氏
- 妻：太田資功の娘
- 側妻：森嶋氏
- 生母不明の子女
  - 三女：鞆子（1867年生） - 子爵板倉勝鏤（旧庭瀬藩板倉家、板倉勝弘の嫡男）の正室（のち離婚）[3]。勝鏤の子爵位は三男板倉勝彦が継いだ[4]。
  - 長男：板倉勝功（1873年生）[5]
  - 次男：板倉勝貞（1885年 - 1913年） - 襲爵（板倉宗家15代）。妻は酒井忠利の娘[5]。男子なく、甥の板倉勝豪（板倉勝鏤の子、1910年生）が養子となり襲爵（板倉宗家16代）。
  - 五男（九男とも）：板倉勝忠（1887-1973）[5] - 若杉鳥子夫。早稲田大学英文科卒、萬朝報、大正日日新聞、国際通信社を経て、1923年に読売新聞社社員兼法政大学予科教師になり、翌年外務省国際事情編纂、調査局嘱託となり、戦後は国際軍事法廷の通訳として活躍[6]。
  - 男：板倉勝則 - 板倉勝全（板倉勝静の子）の養子となる[5][7]。
  - 男：板倉勝敏（1890年生）[5] - 庶子。
  - 男：板倉勝富（1892年生）[5] - 庶子。中川末吉の娘の入婿となる。
  - 七男：板倉勝宣（1897年 - 1923年） - 勝弼没後に誕生した庶子[7]。
  - 女子：益子 - 牧野忠篤の妻（のち離婚）。
- 玄孫（勝貞の曽孫）：板倉重徳（板倉宗家19代）